# Lenguas de Barbados

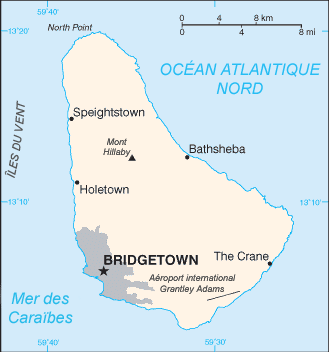
Mapa de Barbados

El inglés es el idioma oficial de Barbados y se utiliza para las comunicaciones, la administración y los servicios públicos en toda la isla. En su calidad de idioma oficial del país, el estándar del inglés tiende a ajustarse al vocabulario, pronunciaciones, ortografías y convenciones similares, pero no exactamente iguales, a los del inglés británico.
La mayoría de los barbadenses hablan en su vida cotidiana, especialmente en entornos informales, una variante regional del inglés a la que se hace referencia localmente como bajan. En su forma completa, el bajan suena marcadamente diferente del inglés estándar que se escucha en la isla. El grado de inteligibilidad entre el bajan y el inglés general depende del nivel de vocabulario y modismos criollizados. Un hablante de bajan puede resultar completamente ininteligible para un hablante de inglés de otro país. El bajan está influenciado por otros dialectos del inglés caribeño y otras lenguas criollas de base inglesa habladas en el Caribe.
No había lengua indígena en Barbados.